# Paraje la Fresnera
Paraje la Fresnera är en ort i Mexiko.   Den ligger i kommunen San Andrés Zautla och delstaten Oaxaca, i den sydöstra delen av landet, 300 km sydost om huvudstaden Mexico City. Paraje la Fresnera ligger 1 616 meter över havet och antalet invånare är 110.
Terrängen runt Paraje la Fresnera är varierad. Runt Paraje la Fresnera är det mycket tätbefolkat, med 2 431 invånare per kvadratkilometer. Närmaste större samhälle är Oaxaca de Juárez, 18,4 km sydost om Paraje la Fresnera. Omgivningarna runt Paraje la Fresnera är en mosaik av jordbruksmark och naturlig växtlighet.